# 鮑宣
鮑 宣（ほう せん、生年不詳 - 3年）は、前漢の人。字は子都。勃海郡高城県の人。

## 略歴
裕福ではなかったが学問を好み経書に通じ、桓氏の元で学んだ。桓氏は鮑宣を気に入って娘を妻として与えた。県の郷嗇夫から郡の功曹などとなり、孝廉に推挙されて郎となった。病気を理由に辞職したが後に州の従事となった。大司馬衛将軍の王商が鮑宣を自分の幕府に招き、その後彼を推薦して議郎としたが、後に病気を理由に辞職した。
哀帝の即位初期、大司空何武が鮑宣を西曹掾に招いて彼を大変尊重し、鮑宣を推薦して諫大夫とした。後に豫州牧に遷ったが、一年余り後に丞相司直郭欽から職務上の越権行為などを弾劾され、罷免された。数カ月後、また諫大夫となった。
鮑宣は官にあるときは事あるごとに諫言し、その文章は飾り気が少なかった。哀帝の祖母の傅氏が皇太后の称号を求め、親族に爵位を与えようとしていた際、丞相孔光・大司空師丹・何武・大司馬傅喜が反対して傅氏の怒りを買い、罷免されていた。鮑宣はそれに対し、孔光らを推薦すると共に外戚の封爵や哀帝の董賢への寵愛などを諌めた。哀帝は鮑宣が名儒であったので問題にはしなかった。
その後、各地での地震や元日の日食（元寿元年）などがあり、哀帝は孔光を再登用し、寵臣の孫寵・息夫躬らを退けた。鮑宣は再び董賢の罷免や師丹・何武・彭宣・傅喜の登用などを進言した。哀帝は大いに感じ入り、何武・彭宣を再登用して三公とし、鮑宣を司隷校尉とした。
丞相孔光の部下が皇帝の専用道を通行しているのを発見した鮑宣はその部下を捕らえ、孔光に辱めを与えた。その事が御史中丞に下され、鮑宣の従事を捕らえようとすると、鮑宣は門を閉じて使者を中に入れなかった。鮑宣は使者を拒んだことで不敬罪とされ、廷尉に下された。博士弟子の王咸が呼びかけると、鮑宣を救おうという儒者が千人以上集まり、丞相孔光は助命嘆願が多く馬車が進めなくなるほどであったし、皇帝へ上書する者もいた。哀帝は鮑宣の罪一等を減じて髠刑とした。
鮑宣はその後、農業牧畜に適しており、強い豪族もおらず勢力を築きやすいことを理由に上党郡長子に移住した。
平帝の時代、王莽が権力を握り簒奪の陰謀を抱くようになると、各地の豪傑や忠臣で自分になびかない者を殺させるよう各地に仄めかした。鮑宣は当時指名手配中だった隴西郡の辛興に事情を知らずに食事を振舞ったことを理由に獄に下され、自殺した。
子は後漢初期の司隷校尉の鮑永（『後漢書』鮑永伝）で、彼の代に上党郡屯留県に籍を移した。また妻の桓少君は裕福な家から嫁入りして貧しい夫を支えた婦人として『後漢書』列女伝に名を残した。
八世の孫に後漢の鮑信が出た。